# شیمون شوارچیلد
شیمون شوارچیلد (انگلیسی: Shimon Schwarzschild؛ زاده ۱۹ دسامبر ۱۹۲۵) یک فعال محیط زیست اهل ایالات متحده آمریکا و یک آلمانی‌الاصل بود. وی به تاسیس یک حفاظت‌گاه طبیعی در آسیزی ایتالیا کمک کرد.